# Civil Twilight (album)
Civil Twilight è il primo album in studio del gruppo musicale omonimo sudafricano Civil Twilight, pubblicato nel 2009.

## Tracce
Testi di Steven McKellar. Le musiche sono accreditate ai Civil Twilight, tuttavia di seguito sono indicati gli effettivi compositori di ogni brano.
1. Anybody Out There – 6:18 (musica: Steven McKellar, Andrew McKellar, Richard Wouters)
2. Soldier – 3:21 (musica: Andrew McKellar, Steven McKellar, Richard Wouters)
3. Next to Me – 3:44 (musica: Steven McKellar)
4. Letters from the Sky – 4:35 (musica: Steven McKellar)
5. On the Surface – 3:50 (musica: Steven McKellar, Richard Wouters)
6. Trouble – 5:28 (musica: Steven McKellar, Andrew McKellar, Richard Wouters)
7. Human – 4:10 (musica: Steven McKellar)
8. Perfect Stranger – 5:47 (musica: Steven McKellar, Andrew McKellar, Richard Wouters)
9. What You Want – 6:36 (musica: Andrew McKellar, Steven McKellar, Richard Wouters)
10. Something She Said – 5:10 (musica: Steven McKellar, Andrew McKellar)
11. Quiet In My Town – 6:36 (musica: Steven McKellar)
12. Run Dry (Deluxe Edition bonus track) – 4:17 (musica: Andrew McKellar, Steven McKellar)
13. Save Yourself (Deluxe Edition bonus track) – 3:33 (musica: Steven McKellar)
14. Stolen (Deluxe Edition bonus track) – 5:08 (musica: Steven McKellar)

## Formazione
- Steven Mckellar - voce, basso elettrico, pianoforte, tastiere, chitarra (11,14)
- Andrew Mckellar - chitarra, cori
- Richard Wouters - batteria, percussioni